# Tragoportax
Tragoportax — вимерлий рід ссавців, що належить до Bovidae. Він жив у верхньому міоцені (валлезій-турольський період, близько 11-7 мільйонів років тому), і його викопні останки були знайдені в Європі, Азії та Африці.